# SMS Lothringen
O SMS Lothringen foi um couraçado pré-dreadnought operado inicialmente pela Marinha Imperial Alemã e depois também pela sucessora Marinha do Império. Foi a quinta e última embarcação da Classe Braunschweig, depois do SMS Braunschweig, SMS Elsass, SMS Hessen e SMS Preussen. Sua construção começou em dezembro de 1902 nos estaleiros da Schichau-Werke e foi lançado ao mar em maio do ano seguinte, sendo comissionado na frota alemã em maio de 1906. Era armado com uma bateria principal composta por quatro canhões de 283 milímetros, tinha um deslocamento de mais de catorze mil toneladas e alcançava uma velocidade máxima de dezoito nós.
O Lothringen teve uma carreira tranquila em tempos de paz, ocupando-se principalmente de exercícios de rotina e visitas portos estrangeiros. Seria descomissionado em 1914, porém o início da Primeira Guerra Mundial o manteve em serviço, sendo usado como um navio de defesa de costa na Angra da Alemanha e depois nos estreitos dinamarqueses. Foi tirado de serviço em 1917 e usado como navio-escola até o fim da guerra. Foi mantido na frota alemã após o conflito e transformado em depósito flutuante para draga-minas, função que exerceu até ser colocado na reserva em 1920. Permaneceu inativo pela década seguinte até ser descartado em março de 1931 e desmontado em seguida.